# Престиж Рекърдс
Престиж Рекърдс (Prestige Records) е звукозаписна компания, специалист в джаз записите. Боб Уайнсток я основана през 1949 г. Тя дава възможности за изява на много от водещите за времето си джаз музиканти, като понякога ги пуска на пазара по линия на свои подразделения. Компанията е купена през 1971 г. от Фентъзи, която по-късно е асимилирана от Конкорд.
Уайнсток отваря собствен магазин, предназначен за колекционери, през 1948 г. Тогава той е още тийнейджър. Магазинът е в близко съседство с джаз клуба Метропол в Ню Йорк Сити. Той е място за отпочиване и репетиции на джаз музиканти, които по-късно се местят по-нагоре, при Уайнсток. Уайнсток решава да запише работата им, а срещу това те получават плащане в брой.
Центърът на Престиж се намира на 50-а улица номер 446 – Запад, в Ню Йорк. Отначало фирмата носи името Ню Джаз, но в следващата година се прекръства на Престиж Рекърдс. В каталога ѝ се роят голям брой джаз класики, включително знакови творби на Майлс Дейвис, Джон Колтрейн, Сони Ролинс, Телониъс Монк, и други. Уайнсток има репутация на човек, който насърчава изпълнителите да не репетират, с цел по-автентична, по-вълнуваща музика. Затова Престиж, за разлика от конкурентите Блу Ноут, не превеждат пари на музикантите за репетициите им. Друга привичка на Уайнсток е да изтрива лентата на „злокачествените“ опити, което довежда до по-малко алтернативни опити да излязат от класическите години на Престиж.
Отговорен за записите на компанията през 50-те и 60-те, като цяло, е звукоинженерът Руди Ван Гелдър, който понякога е заместван от Айра Гитлър, която понякога (в началото на 50-те) изземва функциите на продуцент. Около 1958 г. Престиж се разрастват, възвръщат си името Ню Джаз, обикновено за да запишат новоизпечени музиканти, и лансират линиите Суингсвил и Мудсвил, макар че те нямат дълготраен живот, и много албуми са преиздадени по-късно – през 60-те – от Престиж. Блусвил и Фолклор са подразделения на компанията, които се занимават, съответно, с блус- и фолк-ориентирани плочи.
В този период Уайнсток спира пряката надзорна дейност върху записите, като назначава Крис Албъртсън, Ози Кадена, Езмънд Едуардс, Дон Шлитън и продуцента-надзорник Боб Портър на предишната му длъжност. Музикантите, които записват за лейбъла, са Джаки Биърд, Букър Ървин, и други. Престиж остава да се бори за място на пазара, като записва соул джаз артисти като Чарлс Иърланд. В средата на 60-те централата на компанията се измества на 203-то авеню Уошингтън в Бъргънфийлд, Ню Джързи.
Боб Уайнсток често е критикуван за недобри, както се говори, бизнес практики. Джаки Маклийн в книгата „Четири живота в бибоп-бизнеса“ има особено силно мнение, но други, като Албъртсън и Майлс Дейвис в своята автобиография, го защитават. Компанията става собственост на Фентъзи Рекърдс през 1971 година. Като голям дял от нея е линията „Оригинални джаз класики“, която включва оригинални записи. Фентъзи е купена от Конкорд Рекърдс през 2005 година.